# Randan
Randan est une commune française située dans le département du Puy-de-Dôme, en région Auvergne-Rhône-Alpes.

## Géographie

### Localisation
La commune de Randan est située au nord-est du département du Puy-de-Dôme, à 14 km au sud-ouest de Vichy et à 40 km au nord-est de Clermont-Ferrand ; à proximité de la forêt de Randan au nord et à l'est, célèbre par le château de Randan.
Six communes sont limitrophes de Randan. Un quadripoint (point de la surface de la Terre qui touche quatre régions distinctes) réunit Saint-Priest-Bramefant au nord-est, Mons au sud-est, Beaumont-lès-Randan au sud et Randan à l'ouest.
| Villeneuve-les-Cerfs    | Saint-Sylvestre-Pragoulin | Saint-Priest-Bramefant               |
|                         | Randan                    | (quadripoint) {\displaystyle +} Mons |
| Saint-Clément-de-Régnat | Saint-Denis-Combarnazat   | Beaumont-lès-Randan                  |

### Géologie et relief
Le sous-sol de la commune, comme l'ensemble de la plaine de la Limagne, est composé de roches sédimentaires.

### Climat
Pour des articles plus généraux, voir Climat d'Auvergne-Rhône-Alpes et Climat du Puy-de-Dôme.
En 2010, le climat de la commune est de type climat océanique dégradé des plaines du Centre et du Nord, selon une étude du Centre national de la recherche scientifique s'appuyant sur une série de données couvrant la période 1971-2000. En 2020, Météo-France publie une typologie des climats de la France métropolitaine dans laquelle la commune est exposée à un climat de montagne ou de marges de montagne et est dans la région climatique  Nord-est du Massif Central, caractérisée par une pluviométrie annuelle de 800 à 1 200 mm, bien répartie dans l’année. 
Pour la période 1971-2000, la température annuelle moyenne est de 10,8 °C, avec une amplitude thermique annuelle de 16,3 °C. Le cumul annuel moyen de précipitations est de 824 mm, avec 10,2 jours de précipitations en janvier et 8,1 jours en juillet. Pour la période 1991-2020, la température moyenne annuelle observée sur la station météorologique de Météo-France la plus proche, « Charmes_sapc », sur la commune de Charmes à 10 km à vol d'oiseau, est de 11,9 °C et le cumul annuel moyen de précipitations est de 675,4 mm,. Pour l'avenir, les paramètres climatiques de la commune estimés pour 2050 selon différents scénarios d'émission de gaz à effet de serre sont consultables sur un site dédié publié par Météo-France en novembre 2022.

## Urbanisme

### Typologie
Au 1er janvier 2024, Randan est catégorisée bourg rural, selon la nouvelle grille communale de densité à sept niveaux définie par l'Insee en 2022.
Elle est située hors unité urbaine et hors attraction des villes,.

### Occupation des sols
L'occupation des sols de la commune, telle qu'elle ressort de la base de données européenne d’occupation biophysique des sols Corine Land Cover (CLC), est marquée par l'importance des territoires agricoles (57 % en 2018), une proportion sensiblement équivalente à celle de 1990 (57,7 %). La répartition détaillée en 2018 est la suivante : terres arables (38,9 %), forêts (38,6 %), zones agricoles hétérogènes (18,1 %), zones urbanisées (4,4 %). L'évolution de l’occupation des sols de la commune et de ses infrastructures peut être observée sur les différentes représentations cartographiques du territoire : la carte de Cassini (XVIIIe siècle), la carte d'état-major (1820-1866) et les cartes ou photos aériennes de l'IGN pour la période actuelle (1950 à aujourd'hui).

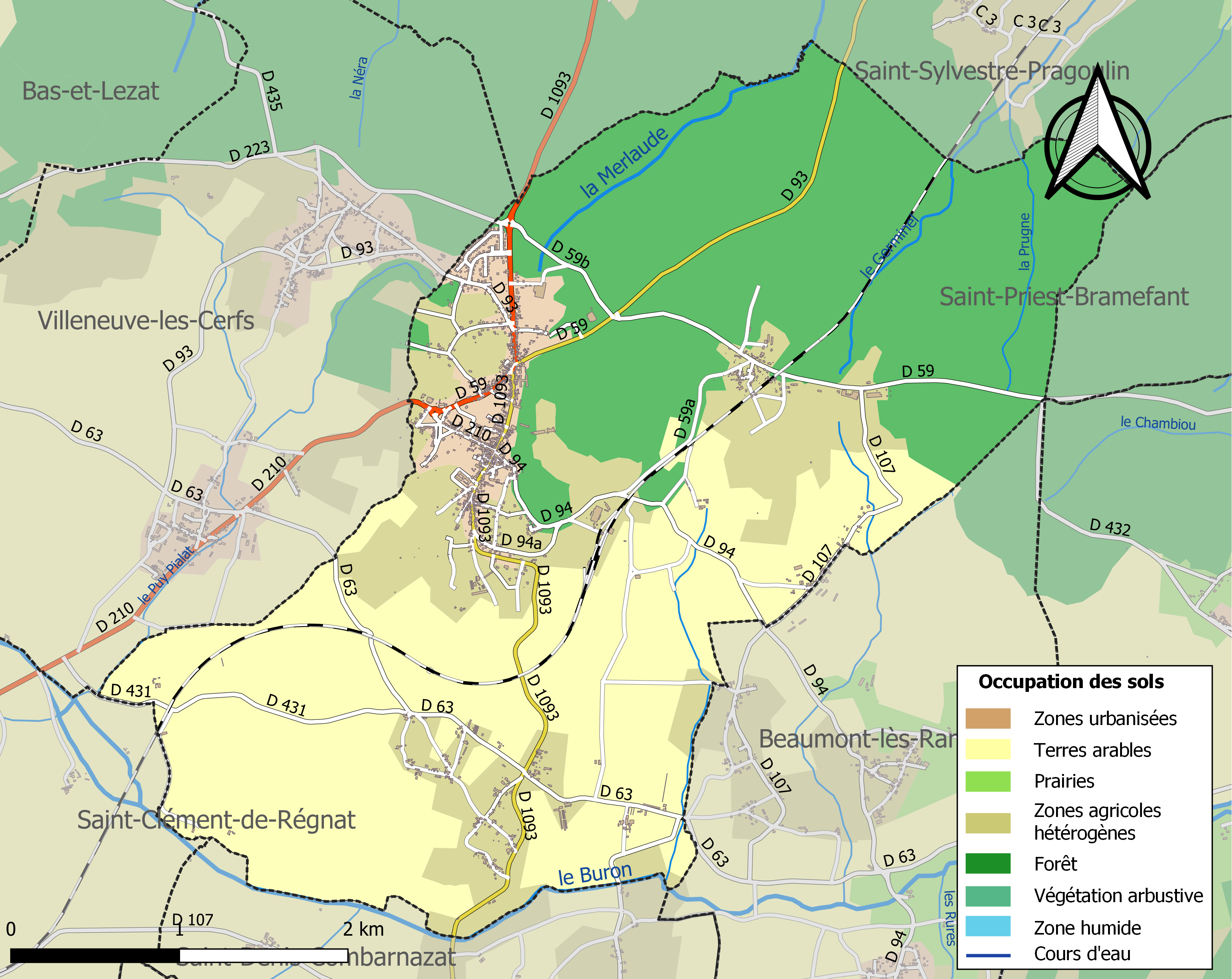
Carte des infrastructures et de l'occupation des sols de la commune en 2018 (CLC).

### Logement
En 2012, la commune comptait 747 logements, contre 714 en 2007. Parmi ces logements, 84,2 % étaient des résidences principales, 3,2 % des résidences secondaires et 12,6 % des logements vacants. Ces logements étaient pour 89,3 % d'entre eux des maisons individuelles et pour 10,4 % des appartements.
La proportion des résidences principales, propriétés de leurs occupants était de 72,3 %, en hausse sensible par rapport à 2007 (70,2 %). La part de logements HLM loués vides était de 2,1 % (contre 2,4 %).

### Voies de communication et transports

#### Voies routières

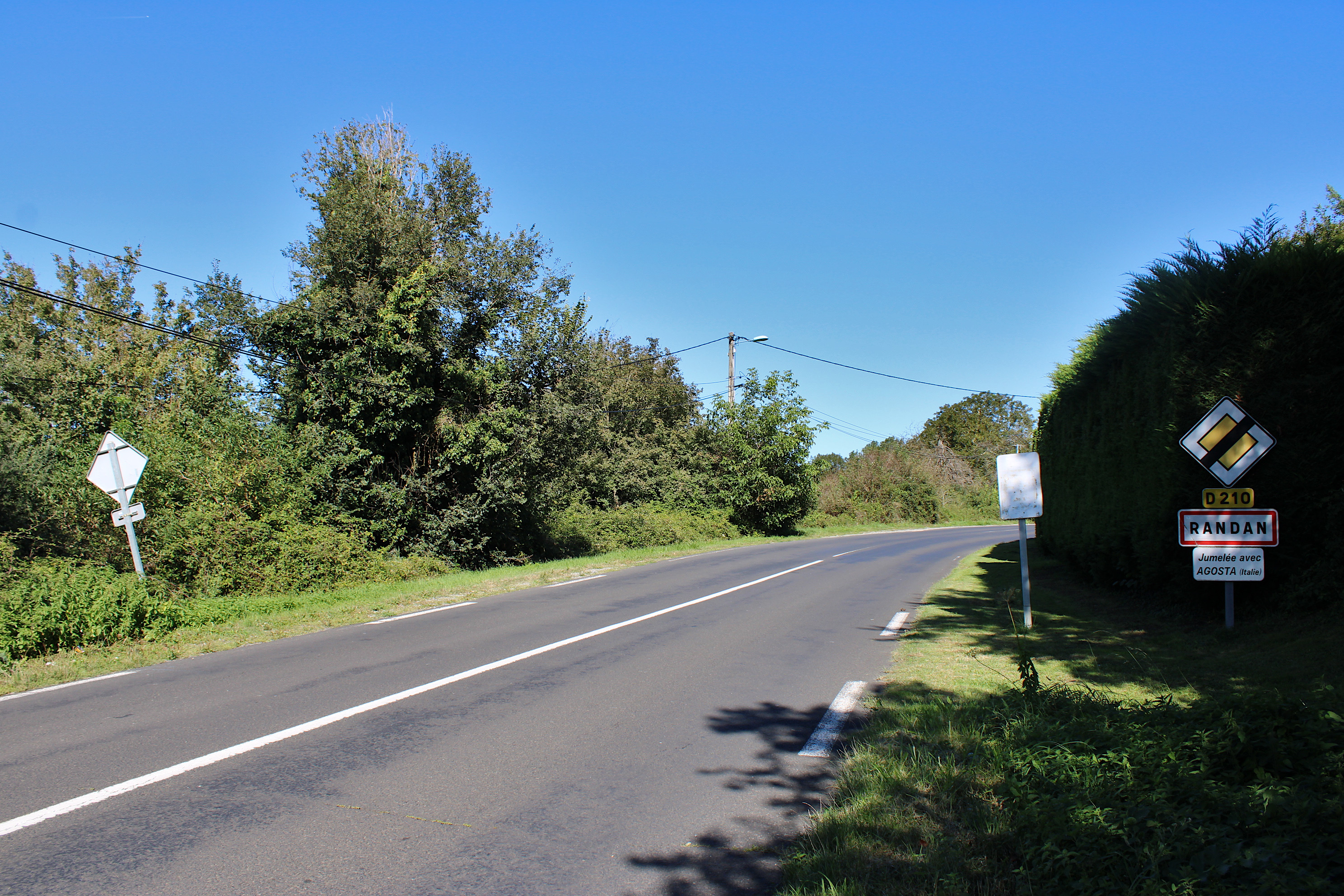
Entrée par la D 210.

Le bourg est accessible par la route départementale 1093, historiquement route nationale 493, qui passe par le centre-ville. Vichy est à 16 kilomètres et Bellerive-sur-Allier à 12 km ; vers le sud-ouest, Pont-du-Château 29 km et Maringues 13 km.
Vers l'ouest, la route départementale 59 continue vers Clermont-Ferrand (40 km), Riom (25 km), Ennezat (20 km) et Thuret (10 km), continuant sous le nom de RD 210, laquelle se termine sur la rue de Riom. La RD 223 continue vers Bas-et-Lezat et Aigueperse.
Près de la forêt de Randan, la RD 59 continue vers Saint-Priest-Bramefant et Saint-Yorre. Il existe deux antennes, la RD 59a reliant la RD 94 au village de Lherat, et la RD 59b reliant le giratoire d'entrée nord de la commune aux RD 59 et 93. Elle croise la RD 107 desservant Beaumont-lès-Randan. La RD 93, sous le nom de rue des Potiers, continue à l'ouest en direction des Pioliers, lieu-dit de Villeneuve-les-Cerfs ; à l'est, elle continue vers Saint-Sylvestre-Pragoulin.
Du centre-ville, la RD 94 relie la RD 1093 à Luzillat, avec un embranchement au sud, la RD 94a, menant vers la gare, ainsi qu'une RD 94d passant à proximité de l'étang de Nemours.
Au sud, la RD 63 dessert les lieux-dits de Jussat et croise la RD 431.

#### Transport ferroviaire
La ligne de Vichy à Riom passe par la commune de Randan. Les départementales 94 et 63 la coupent à niveau. Une gare, fermée aux voyageurs, est implantée sur la ligne aux environs du point kilométrique 380. Il existe un tunnel de 823 m de long.

#### Transports en commun
La commune est desservie par la ligne 28 du réseau Transdôme (Joze – Maringues – Vichy).[Passage à actualiser]

### Risques naturels et technologiques
La commune est soumise à plusieurs risques naturels et technologiques, dont le feu de forêt, le mouvement de terrain par tassements différentiels, les phénomènes liés à l'atmosphère ainsi que les phénomènes météorologiques, le risque sismique, ainsi que le transport de matières dangereuses.
Des mouvements de terrain ayant affecté les sols de la commune, survenus entre le 1er juillet et le 30 septembre 2003, ont fait l'objet d'un arrêté de catastrophe naturelle le 25 août 2004, avec parution au Journal officiel le lendemain.
Concernée par le risque sismique, de niveau modéré, le département a connu un séisme dont l'épicentre était localisé à Randan, le 25 mars 1957, avec une intensité maximale ressentie de VI en échelle MSK.
La commune est également concernée par le risque transport de matières dangereuses, du fait de l'existence d'une voie ferrée.

## Toponymie

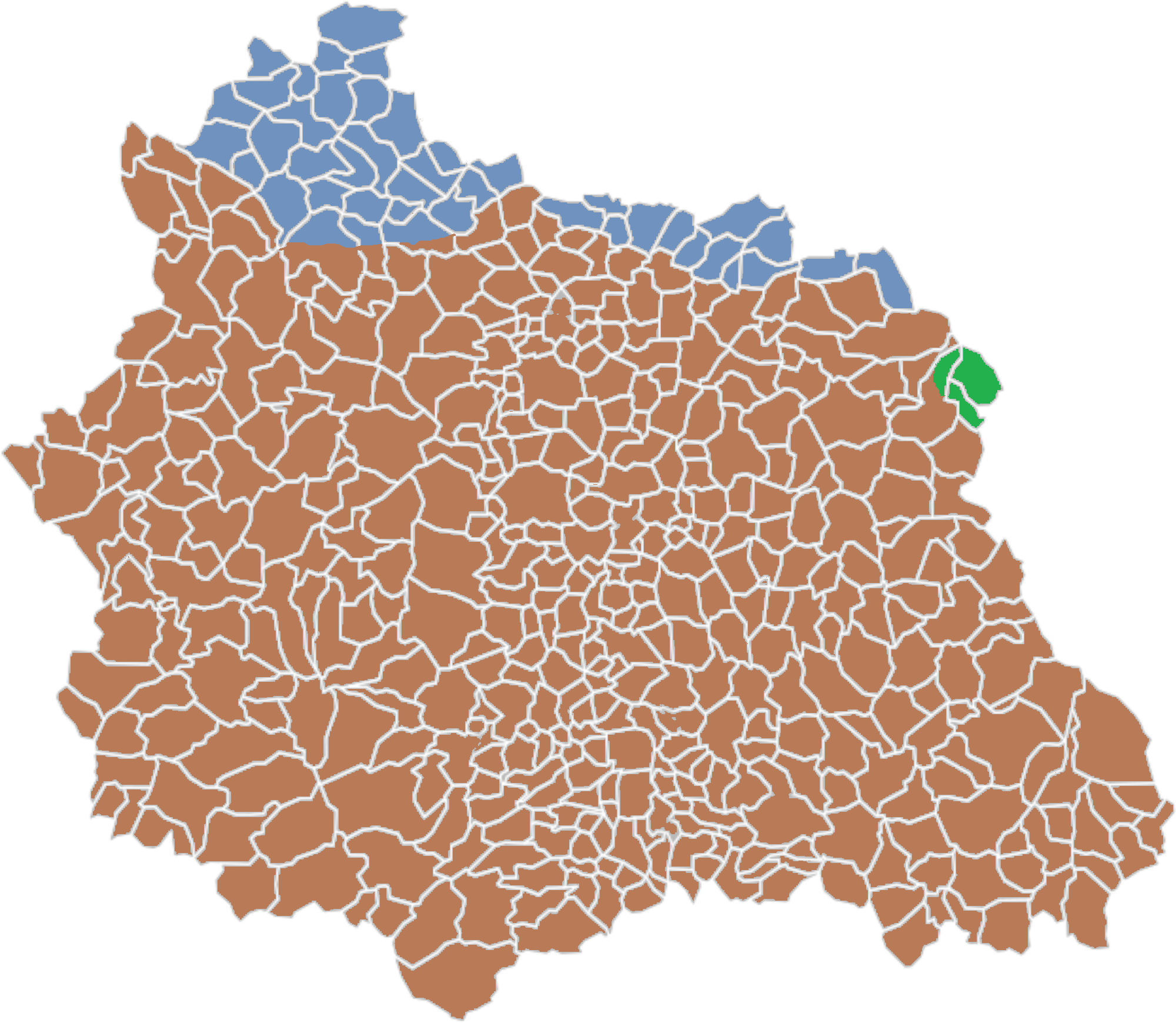
Carte linguistique du Puy-de-Dôme (Atlas sonore des langues régionales, CNRS). En bleu clair : les parlers du Croissant ; en marron : le nord-occitan ; en vert : l'arpitan.

On trouve la forme Randans dès 1393. Celle-ci est officialisée en l'an II (1793) et en 1801, selon le Bulletin des lois, les deux graphies avec ou sans S sont admises pour désigner la commune.
Le nom Randan vient de « randa » qui veut dire « frontière » en langue gauloise,.
Randan porte le même nom en parler du Croissant, espace linguistique où se rejoignent et se mélangent la langue occitane et la langue d'oïl. Randan est situé à l'extrême sud de cette zone.

## Histoire
La voie romaine de Vichy à Clermont passe par Randan ; Bouillet (1846) indique qu'on pouvait en voir un tronçon à l'ouest de Randan au-dessus du hameau des Carteaux (ce hameau est à 2,3 km au sud-ouest du bourg).
Existence d'un monastère « Monasterium Randanense » dès le VIe siècle, occupant l'emplacement du château actuel. Seigneurie des Polignac au XVe siècle. Érigé en duché au XVIe siècle puis en duché-pairie au XVIIe siècle. Le château fut transformé et embelli au XIXe siècle par Adélaïde d'Orléans, sœur de Louis-Philippe Ier ; il fut détruit par un incendie en 1925.
Huit foires et un marché hebdomadaire furent créés aux XVe et XVIe siècles.
En 1841, elle absorbe le village de Jussat, lequel comptait 234 habitants en 1793 et 285 en 1831, date du dernier recensement connu.

## Politique et administration

### Découpage territorial
La commune de Randan est membre de la communauté de communes Plaine Limagne, un établissement public de coopération intercommunale (EPCI) à fiscalité propre créé le 1er janvier 2017 dont le siège est à Aigueperse. Ce dernier est par ailleurs membre d'autres groupements intercommunaux. Jusqu'au 31 décembre 2016, elle faisait partie de la communauté de communes des Coteaux de Randan.
Sur le plan administratif, elle est rattachée à l'arrondissement de Riom, à la circonscription administrative de l'État du Puy-de-Dôme et à la région Auvergne-Rhône-Alpes. Jusqu'en mars 2015, elle était chef-lieu de canton ; elle dépendait du district de Riom en 1793.
Sur le plan électoral, elle dépend du canton de Maringues pour l'élection des conseillers départementaux, depuis le redécoupage cantonal de 2014 entré en vigueur en 2015, et de la deuxième circonscription du Puy-de-Dôme pour les élections législatives, depuis le dernier découpage électoral de 2010 (sixième circonscription avant 2010).

### Élections municipales et communautaires

#### Élections de 2020
Le conseil municipal de Randan, commune de plus de 1 000 habitants, est élu au scrutin proportionnel de liste à deux tours (sans aucune modification possible de la liste), pour un mandat de six ans renouvelable. Compte tenu de la population communale, le nombre de sièges à pourvoir lors des élections municipales de 2020 est de 19. Les dix-neuf conseillers municipaux, issus d'une liste unique, sont élus au premier tour, le 15 mars 2020, avec un taux de participation de 43,36 %.
Trois sièges sont attribués à la commune au sein du conseil communautaire de la communauté de communes Plaine Limagne.
Le 24 mai 2020, le conseil municipal a élu Sandrine Couturat, maire de la commune, jusqu'alors première adjointe, et désigné quatre adjoints.

### Liste des maires
| Période                                  | Période                   | Identité               | Étiquette | Qualité                                                    |
| ---------------------------------------- | ------------------------- | ---------------------- | --------- | ---------------------------------------------------------- |
| Les données manquantes sont à compléter. |                           |                        |           |                                                            |
| mars 2001                                | 24 mai 2020               | Jean-Jacques Mathillon | DVD       | Vice-président de la communauté de communes Plaine Limagne |
| 24 mai 2020                              | En cours (au 2 juin 2020) | Sandrine Couturat      |           |                                                            |

### Instances judiciaires
Randan relève de la cour d'appel de Riom, du tribunal de proximité de Riom et des tribunaux judiciaire et de commerce de Clermont-Ferrand.

### Jumelages
Randan est jumelée avec Agosta (Italie).

## Population et société
Les habitants sont appelés les Randannais ou, moins couramment, les Randanais.

### Démographie

#### Évolution démographique
L'évolution du nombre d'habitants est connue à travers les recensements de la population effectués dans la commune depuis 1793. Pour les communes de moins de 10 000 habitants, une enquête de recensement portant sur toute la population est réalisée tous les cinq ans, les populations de référence des années intermédiaires étant quant à elles estimées par interpolation ou extrapolation. Pour la commune, le premier recensement exhaustif entrant dans le cadre du nouveau dispositif a été réalisé en 2006.

En 2022, la commune comptait 1 622 habitants, en évolution de +3,25 % par rapport à 2016 (Puy-de-Dôme : +2,1 %, France hors Mayotte : +2,11 %).
| 1793  | 1800  | 1806  | 1821  | 1831  | 1836  | 1841  | 1846  | 1851  |
| ----- | ----- | ----- | ----- | ----- | ----- | ----- | ----- | ----- |
| 1 079 | 1 047 | 1 223 | 1 352 | 1 745 | 2 053 | 2 149 | 2 050 | 1 923 |

| 1856  | 1861  | 1866  | 1872  | 1876  | 1881  | 1886  | 1891  | 1896  |
| ----- | ----- | ----- | ----- | ----- | ----- | ----- | ----- | ----- |
| 1 821 | 1 803 | 1 752 | 1 790 | 1 792 | 1 767 | 1 811 | 1 694 | 1 700 |

| 1901  | 1906  | 1911  | 1921  | 1926  | 1931  | 1936  | 1946  | 1954  |
| ----- | ----- | ----- | ----- | ----- | ----- | ----- | ----- | ----- |
| 1 632 | 1 615 | 1 876 | 1 372 | 1 300 | 1 303 | 1 306 | 1 253 | 1 275 |

| 1962  | 1968  | 1975  | 1982  | 1990  | 1999  | 2006  | 2011  | 2016  |
| ----- | ----- | ----- | ----- | ----- | ----- | ----- | ----- | ----- |
| 1 275 | 1 250 | 1 344 | 1 438 | 1 429 | 1 360 | 1 462 | 1 562 | 1 571 |

| 2021  | 2022  | - | - | - | - | - | - | - |
| ----- | ----- | - | - | - | - | - | - | - |
| 1 620 | 1 622 | - | - | - | - | - | - | - |

#### Pyramide des âges
En 2018, le taux de personnes d'un âge inférieur à 30 ans s'élève à 33,4 %, soit en dessous de la moyenne départementale (34,2 %). À l'inverse, le taux de personnes d'âge supérieur à 60 ans est de 31,0 % la même année, alors qu'il est de 27,9 % au niveau départemental.
En 2018, la commune comptait 746 hommes pour 830 femmes, soit un taux de 52,66 % de femmes, légèrement supérieur au taux départemental (51,59 %).
Les pyramides des âges de la commune et du département s'établissent comme suit.
| Hommes | Classe d’âge | Femmes |
| ------ | ------------ | ------ |
| 2,1    | 90 ou +      | 4,8    |
| 8,5    | 75-89 ans    | 15,1   |
| 15,9   | 60-74 ans    | 15,1   |
| 20,2   | 45-59 ans    | 15,7   |
| 17,7   | 30-44 ans    | 17,8   |
| 15,1   | 15-29 ans    | 14,5   |
| 20,6   | 0-14 ans     | 16,9   |

| Hommes | Classe d’âge | Femmes |
| ------ | ------------ | ------ |
| 0,7    | 90 ou +      | 2,1    |
| 7,4    | 75-89 ans    | 10,2   |
| 17,7   | 60-74 ans    | 18,6   |
| 20,2   | 45-59 ans    | 19,2   |
| 18,4   | 30-44 ans    | 17,4   |
| 18,6   | 15-29 ans    | 17,2   |
| 17     | 0-14 ans     | 15,3   |

### Enseignement
Randan dépend de l'académie de Clermont-Ferrand et gère une école maternelle et une école élémentaire publiques.
Hors dérogations à la carte scolaire, les élèves poursuivent leur scolarité au collège de Maringues puis au lycée Montdory ou Jean-Zay, à Thiers, ou au lycée Albert-Londres, à Cusset.

### Manifestations culturelles et festivités
Tous les premiers week-ends d'avril, depuis 2003, se tient le Salon du livre et de la chanson de Randan, « La chanson des livres ». Il s'agit de l'unique salon du livre qui accueille des artistes chanteurs francophones ayant publié un ouvrage, ainsi que des journalistes musicaux, biographes… L'association « Le livre et la chanson » est coprésidée par Edda Mathillon et Alain Manaranche.

### Santé
La commune possède un pôle santé (comprenant entre autres un médecin et six infirmiers). Deux médecins, un dentiste, deux masseurs-kinésithérapeutes sont installés dans la commune.
On trouve également une pharmacie et deux établissements d'hébergement pour personnes âgées dépendantes (EHPAD).

### Sports
Plusieurs associations sportives siègent à Randan : le club de football (Football Club Randannais), un club de judo (Judo Club Randan), ainsi qu'un club de tennis, comptant une cinquantaine de licenciés.
Un club de rugby à sept fauteuil, le W7randan, le premier du département du Puy-de-Dôme, a été créé au début de l'été 2024. La discipline n'est pas uniquement réservée aux personnes en situation de handicap.

## Économie

### Emploi
En 2012, la population âgée de 15 à 64 ans s'élevait à 919 personnes, parmi lesquelles on comptait 67,3 % d'actifs dont 58,1 % ayant un emploi et 9,2 % de chômeurs.
On comptait 469 emplois dans la zone d'emploi. Le nombre d'actifs ayant un emploi résidant dans la zone étant de 540, l'indicateur de concentration d'emploi est de 86,8 %, ce qui signifie que la commune offre moins d'un emploi par habitant actif.
459 des 540 personnes âgées de 15 ans ou plus (soit 84,9 %) sont des salariés. 44,5 % des actifs travaillent dans une autre commune du département.

### Entreprises
Au 1er janvier 2013, Randan comptait 99 entreprises : 12 dans l'industrie, 20 dans la construction, 46 dans le commerce, les transports et les services divers et 21 dans le secteur administratif.
En outre, elle comptait 104 établissements.
Une entreprise de fabrication de cheminées et une autre de fabrication d'emballage bois sont installées sur la commune.

### Commerce
La base permanente des équipements de 2014 recense neuf commerces : un supermarché, une épicerie, deux boulangeries, une boucherie-charcuterie, une librairie-papeterie-journaux, une droguerie-quincaillerie-bricolage, un fleuriste et une station-service.

### Tourisme
Randan comptait un hôtel non classé de sept chambres au 1er janvier 2015.

## Culture locale et patrimoine

### Lieux et monuments

#### Patrimoine religieux
- L'église Sainte-Madeleine de Jussat, datant des XIe et XIIe siècles, a été inscrite aux monuments historiques le 20 août 1956[51]. Elle est entourée d'un petit cimetière.
- L'église paroissiale Saint-Jean-Baptiste restaurée et agrandie entre 1843 et 1845, à partir d'un édifice des XVe et XVIe siècles[52].

#### Patrimoine civil
- Le Domaine royal de Randan, de la première moitié du XIXe siècle, est classé aux Monuments historiques le 21 février 2001. Il est la propriété de la commune et de la région[53]. Le parc, classé le même jour, a été préalablement inscrit aux Monuments historiques le 30 avril 1999[54].
- L'auberge dite Tournebride, située 51 rue du Commerce, datant de la première moitié du XIXe siècle, a été achetée par Adélaïde d'Orléans. Elle accueille aujourd'hui une boutique[55].
- Une maison qui fit office de presbytère, située 57 rue du Commerce, a été la propriété d'Adélaïde d'Orléans depuis 1835. Le presbytère est surélevé en 1896 par l'architecte vichyssois Antoine Percilly[56].
- L'école de filles est bâtie entre 1822 et 1827 par Adélaïde d'Orléans. L'édifice devient un hospice en 1888[57].
- La mairie est construite en 1826 après des problèmes de financement pour sa construction en 1820. La halle, servant pour les foires, est agrandie en 1846 par l'architecte Paschal Lepage, pour être achevée en 1865. Une marquise est ajoutée en 1902 par l'architecte vichyssois Antoine Percilly[58]. Une autre, située 11 place de la Mairie, est livrée en 1866[59].

#### Monuments aux morts
- Le monument aux morts, signé du sculpteur Benet et de la fonderie Durenne, date de 1921[60].
- Le monument aux morts du souvenir français est érigé en 1901 ; il est restauré en 1937[61].

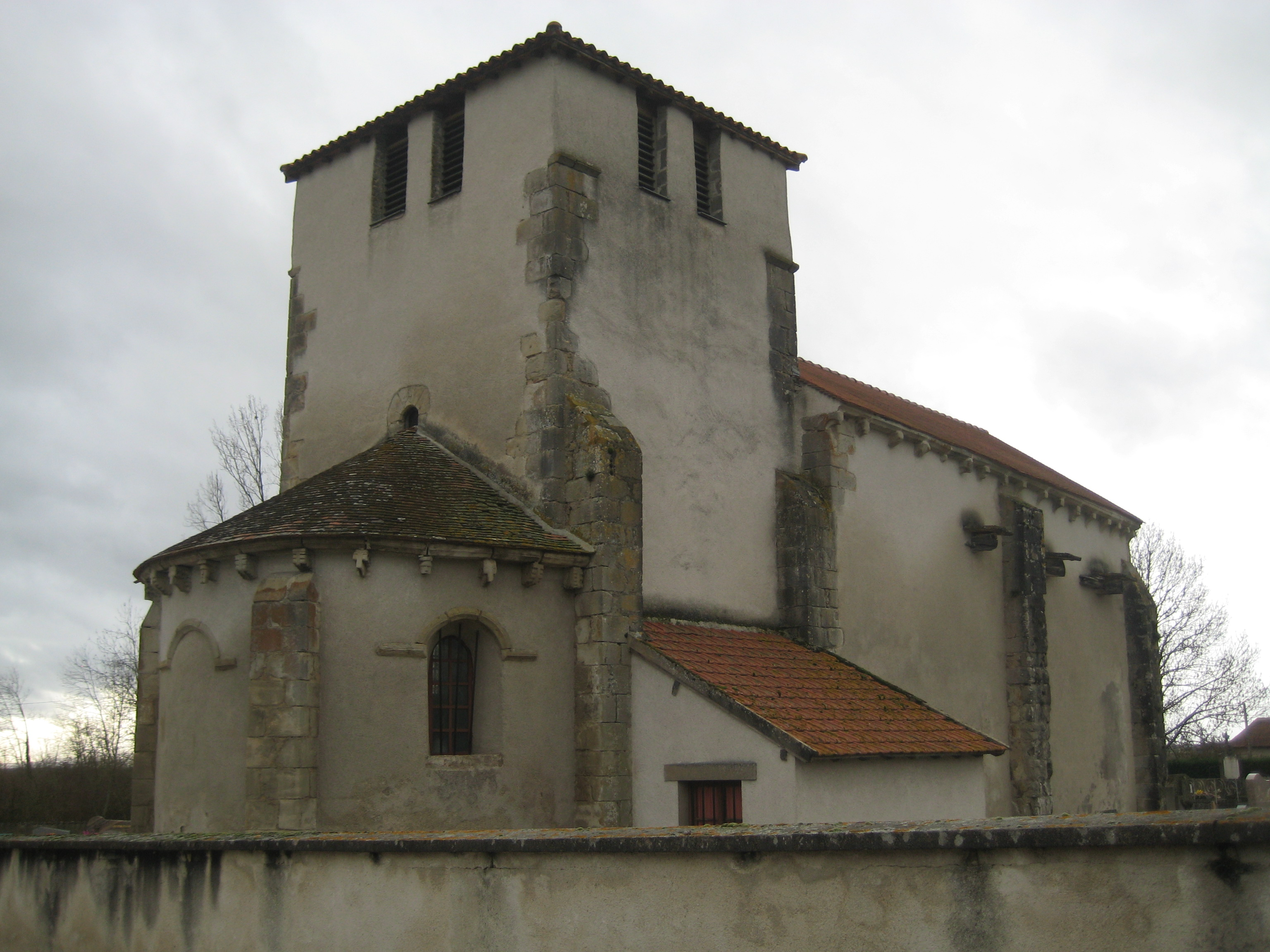
L'église de Jussat.
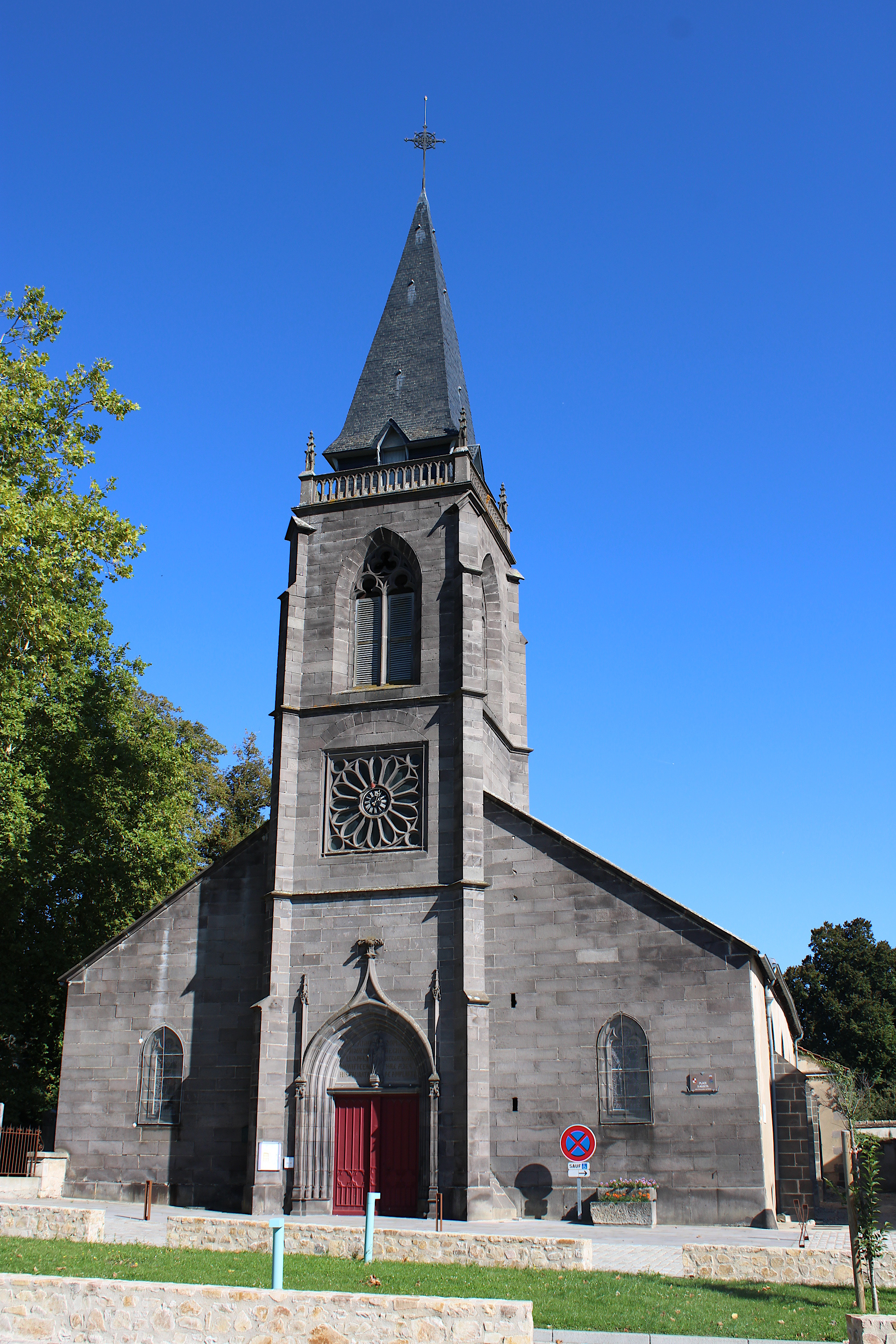
L'église paroissiale Saint-Jean-Baptiste.
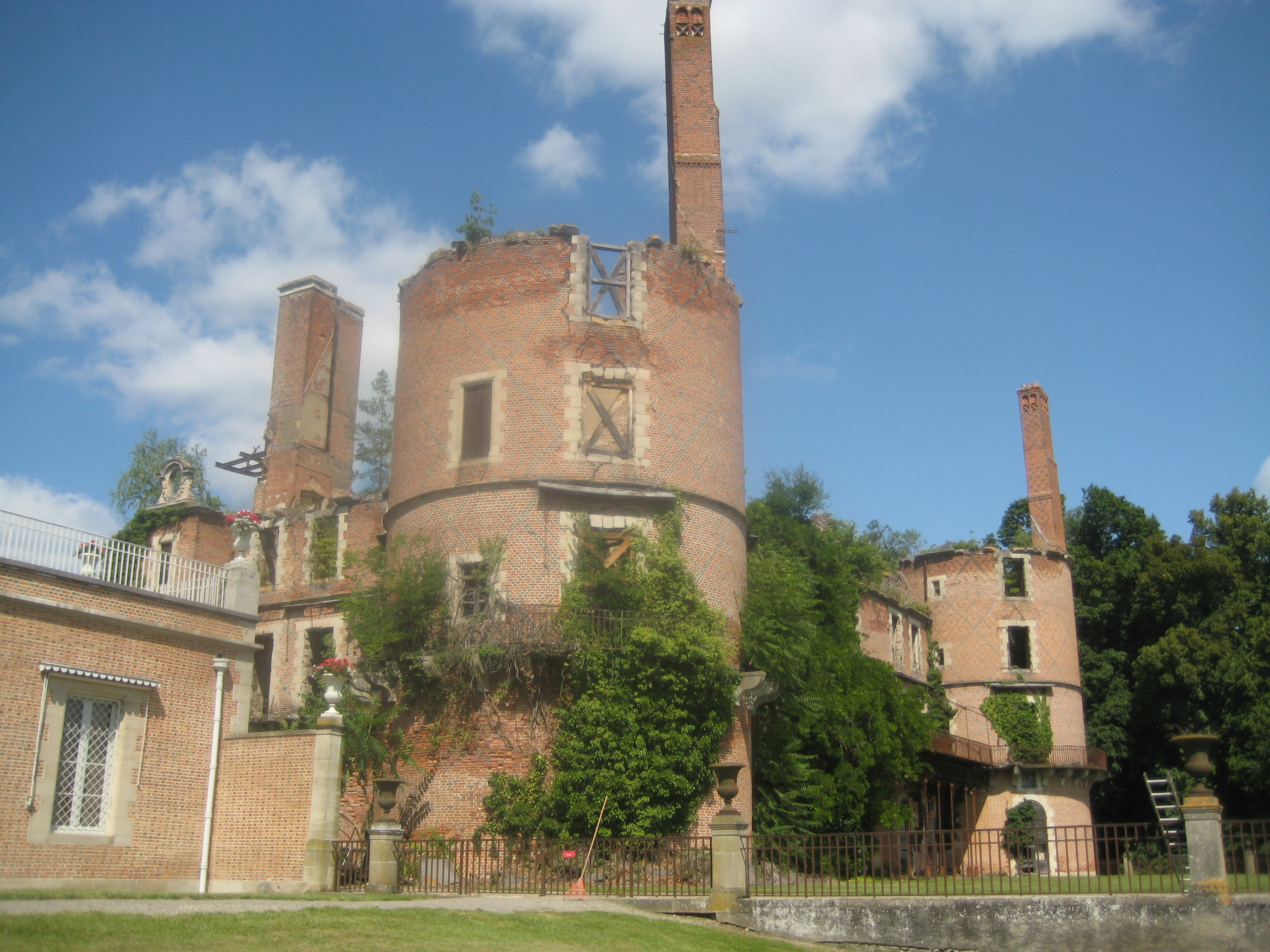
Le château de Randan.
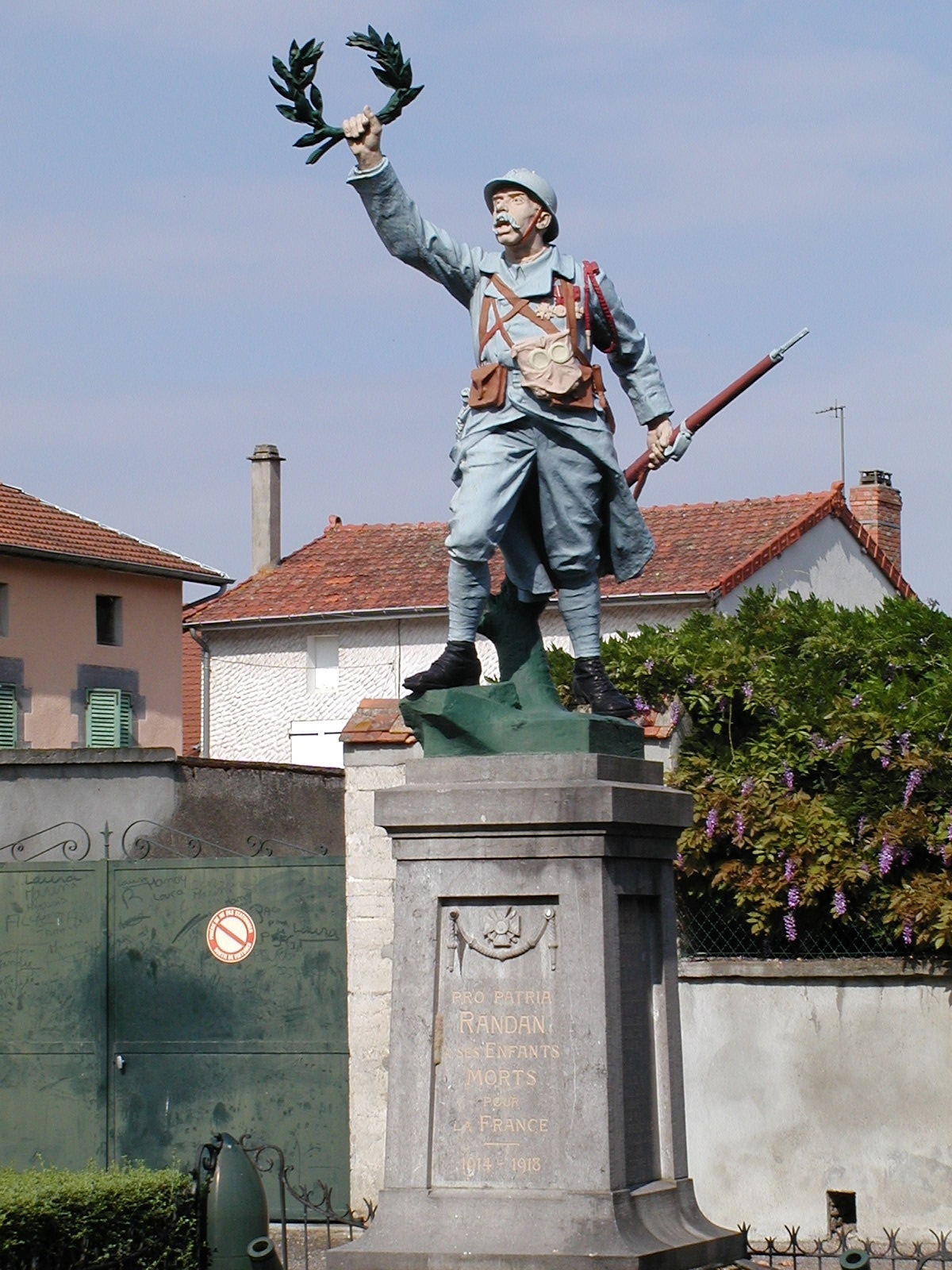
Le monument aux morts.

### Personnalités liées à la commune
- Adélaïde d'Orléans (1777-1847).
- Louis Moinard (1895-1960), maire de Vichy.
- Le Père Marotte, prêtre catholique, curé de la paroisse, décoré de la médaille de la famille Française, pour avoir élevé les six enfants de la dame chargée de l'entretien de la cure, veuve et subitement décédée[62].
- Marcel Freydefont (1948-2016), scénographe et architecte français.
- Robert Ford diplomate canadien y résida de 1980 à son décès en 1998.
- Nicole Schneegans (née en 1941), écrivaine française.

### Héraldique
| Blason de Randan | Blason  | Écartelé de gueules et d'argent, enté d'argent à la fleur à quatre pétales de gueules feuillée de sinople en pointe, sur le tout un écu ovale de sable chargé de la lettre majuscule R d'argent. |
| Blason de Randan | Détails | Le statut officiel du blason reste à déterminer. |